# Guillermo II de Montferrato
Guillermo II (muerto hacia 961) fue comarqués de Montferrato con su padre Aleramo. 
Era el hijo mayor de Aleramo y su primera esposa. Guillermo probablemente gobernó con su padre. La única inscripción en la que aparece está la carta fundacional de una abadía: pro anime nostre et quondam Gulielmi qui fuit filius et filiaster atque germanus noster seu parentum nostrum mercede. 
| Predecesor: Aleramo | Marqués de Montferrato ? - 961 | Sucesor: Aleramo |